# Asclepias linearis
Asclepias linearis là một loài thực vật có hoa trong họ La bố ma. Loài này được Scheele mô tả khoa học đầu tiên năm 1848.